# José Zaragoza
José Zaragoza, właśc. Bernardo José Zaragoza y Vilanova, znany także jako Bernat Josep Saragossà (ur. 1627 w Alcalà de Xivert, zm. 1679 w Madrycie) – hiszpański matematyk, astronom, kosmolog i jezuita. Był jednym z "Novatores", czyli uczonych rozpowszechniających w Hiszpanii nowe idee. Jest uznawany za duchowego ojca hiszpańskich encyklopedystów.

## Życiorys
Niewiele wiadomo o jego pochodzeniu i wczesnym życiu. Studiował sztukę i teologię na uniwersytecie w Walencji. Po uzyskaniu odpowiednika dzisiejszego doktoratu z teologii, w 1651 roku, wstąpił do zakonu jezuitów. W czasie nowicjatu nauczał retoryki w kolegium w Calatayud. W 1655 roku został wysłany do kolegium w Palma de Mallorca, gdzie nauczał filozofii i teologii. W czasie pobytu na Majorce poznał i zaprzyjaźnił się z Vicentem Mutem Armengolem, miejscowym astronomem. Mut Armengol miał bardzo duży wpływ na Zaragozę, zainteresował go naukami ścisłymi, przede wszystkim matematyką i fizyką. Zapoznał go również z nowocześniejszym podejściem do nauki. W 1660 Zaragoza opuścił Baleary i po krótkim pobycie w Barcelonie, przeniósł się do Walencji. Tam rozpoczął pracę jako wykładowca teologii w kolegium Świętego Pawła. Po pewnym czasie zetknął się z grupą ludzi zainteresowaną, podobnie jak on, naukami ścisłymi. Zaczął rozwijać się naukowo i powiększać swoją wiedzę, co zaowocowało dawaniem prywatnych lekcji matematyki i udziałem w spotkaniach naukowych, organizowanych przez protoplastów ruchu "Novatores". Ich działalność doprowadziła do znacznego ożywienia intelektualnego w XVII-wiecznej Walencji. W 1670 roku Zaragoza przeniósł się do Madrytu, otrzymał bowiem nominację na wykładowcę matematyki w Studium Królewskim Colegio Imperial. Na czas pobytu w stolicy przypada większość jego najważniejszych publikacji dotyczących matematyki, fizyki i kosmografii. Wśród jego uczniów znajdowali się między innymi przyszły matematyk Philippe Falco Benachoaga i astronom Juan Bautista Corachán. W Madrycie poznał również przedstawicieli dynastii panującej i wszedł z nimi w kontakty. Wydaje się, że cieszył się zaufaniem władz, gdyż pełnił czasem funkcję inspektora królewskiego. Później został również nauczycielem i wychowawcą syna Filipa IV, Karola II Habsburga. Zmarł w 1679 roku, na miesiąc przed swoimi 52 urodzinami.
José Zaragoza zasłynął przede wszystkim dzięki swoim badaniom astronomicznym. Był jednym z pierwszych obserwatorów komet w Europie. Wyniki tych badań i obserwacji publikowane były w popularnych wśród elit intelektualnych Francji, "Journal des Savants" i "Journal de Trévoux". Wynikami tych obserwacji, francuscy astronomowie posiłkowali się jeszcze w 1783 roku. W swoich pracach dotyczących astronomii Zaragoza prezentował się jako ostrożny zwolennik teorii heliocentrycznej. Odrzucał niektóre starsze poglądy i krytykował je. Zajmował się również stroną techniczną, skonstruował dwa, nowe typy lunet, które wykorzystywano później w obserwacjach astronomicznych.
Nieco mniej znany jest z osiągnięć na polu matematyki. Wiele z jego pomysłów i prac została zapomniana i jest dzisiaj przypisywana innym uczonym, którzy wprawdzie wymyślili je niezależnie od Zaragozy, ale później. Zaragoza miał duże znaczenie dla matematyki hiszpańskiej. Dzięki dokonanemu przez niego tłumaczeniu prac François Viète'a, przyczynił się do rozpowszechnienia się tak zwanej nowej algebry w Hiszpanii. Zaragoza interesował się przede wszystkim klasyczną geometrią grecką, zwłaszcza osiągnięciami Apoloniusza z Pergi. Był jednym z tych którzy pracowali nad odtworzeniem dzieła Apoloniusza De Locis Planis, traktującego o przekrojach w przestrzeni. Praca ta zaginęła, ale zachowały się komentarze do niej, autorstwa Pappusa i to na ich podstawie różni uczeni próbowali odtworzyć dzieło Apoloniusza.
Zaragoza, zainspirowany pomysłami starożytnych matematyków, wykorzystał je we własnych badaniach. Udało mu się na przykład opracować metodę uzyskiwania pierwiastka sześciennego z liczb ponad trzycyfrowych. Jego najważniejszą pracą jest jednak Geometria magna in minimis, która zawiera większość jego odkryć. Niestety przeszła ona bez większego echa w ówczesnym świecie naukowym. Zaragoza badał związki metod geometrycznych z środkiem ciężkości i z momentem bezwładności przy użyciu współrzędnych barycentrycznych. Część wyników tych badań wyprzedziło teorie i twierdzenia formułowane w XIX wieku przez Möbiusa. Poza tym Zaragoza sformułował twierdzenie Cevy na kilka lat przed samym Giovannim Cevą.

## Prace
- Aritmetica universal que comprehende el arte menor y maior, algebra vulgar y especiosa, Jerónimo Vilagrasa, Valencia 1669
- Trigonometria española: resolución de los triangulos planos y esfericos, fabrica y uso de los senos y los logaritmos, Francisco Oliver, Mallorca 1672;
- Canon trigonometricus Contiens logarithmus sinuum, et tangentium, ad singula scrupula totius semicirculi. Radii Logarithmo 10.000000, Madrid 1672
- Tabula logarithmica. Contiens undecim numerorum chiliades cum suis logaritmis ad unitate, scilicet, ad 11100. Dispositis nova methodo et proportioni astronomicae applicatis in gratiam astronomorum, Madrid 1672
- Fabrica y uso de varios instrumentos mathematicos, Antonio Francisco de Zafra, Madrid 1675
- Esphera en común celeste y terraquea, Juan Martín del Barrio, Madrid 1679
- Geometria magna in minimis, in III partes divisa: I De Mininimis in communi: II De planis: III De Solidis, Toledo 1674.